# Šah (vladar)
Šah (perzijski شاه - kralj) je bio perzijski vladarski naslov, kojeg su upotrebljavale iranske dinastije perzijskih carstava ili kasnije kraljevina. Zadnji iranski šah Mohammed Reza Pahlavi je kod krunidbe uzeo naziv Šahanšah - kralj kraljeva, a žena mu je time postala Šahbanou (vladarica). Iran je nakon revolucije 1979. postao islamska republika pod vodstvom Imama Homeinija, a šah je pobjegao u inozemstvo, te je 1980. umro.
Naziv šah su koristili i Otomanski Turci za iznimne heroje ili vladare.
Po šahu je dobila ime igra šah, popularna igra na ploči. Postoji poseban izraz za napad na kralja u toj igri (dati protivnikovu kralju šah). Izraz šah-mat ("mata" na semitskom znači smrt) ima isti korijen.
Šah je isto i nadimak indijski državi Gudžarat, gdje je označavao osobe, koje su imale veze s trgovinom i nema veze s vladarskim naslovom.

## Poveznice
- Veliki kralj
- Ahemenidi
- Sasanidi